# KAE Apollon Patrasso
Il KAE Apollon Patrasso è una società cestistica avente sede a Patrasso, in Grecia. Fondata nel 1947, gioca nel campionato greco.
Disputa le partite interne nell'Apollon Patrasso Indoor Hall, che ha una capacità di 3.500 spettatori.

## Roster 2016-2017
Aggiornato al 7 marzo 2017.
|    | Naz.                            | Ruolo | Sportivo                    | Anno | Alt. | Peso | Note |
| -- | ------------------------------- | ----- | --------------------------- | ---- | ---- | ---- | ---- |
| 2  | Stati Uniti (bandiera)          | P     | Anthony Hickey              | 1992 | 180  | 84   |      |
| 4  | Grecia (bandiera)               | AC    | Vasileios Niforas           | 1991 | 203  | 82   |      |
| 6  | Grecia (bandiera)               | PG    | Dīmītrīs Verginīs           | 1987 | 194  | 93   |      |
| 9  | Grecia (bandiera)               | C     | Giōrgos Diamantakos         | 1995 | 213  | 125  |      |
| 11 | Grecia (bandiera)               | AG    | Diamantīs Slaftsakīs        | 1994 | 201  | 88   |      |
| 13 | Grecia (bandiera)               | P     | Sarantīs Mastrogiannopoulos | 1998 | 197  | 88   |      |
| 14 | Bosnia ed Erzegovina (bandiera) | C     | Edin Bavčić                 | 1984 | 211  | 111  |      |
| 17 | Grecia (bandiera)               | G     | Perykles Bazinas            | 2000 | 197  | 90   |      |
| 20 | Grecia (bandiera)               | AG    | Giōrgos Tsiaras             | 1982 | 207  | 111  |      |
| 44 | Stati Uniti (bandiera)          | AG    | Cadarian Raines             | 1990 | 206  | 108  |      |

### Staff tecnico
| Allenatore: | Thanasīs Skourtopoulos               |
| Assistenti: | Kostas Rakitis, Panagiotis Kaperonis |

## Palmarès
- A2 Basket League: 3

1991-1992, 2002-2003, 2020-2021